# Huelga de hambre

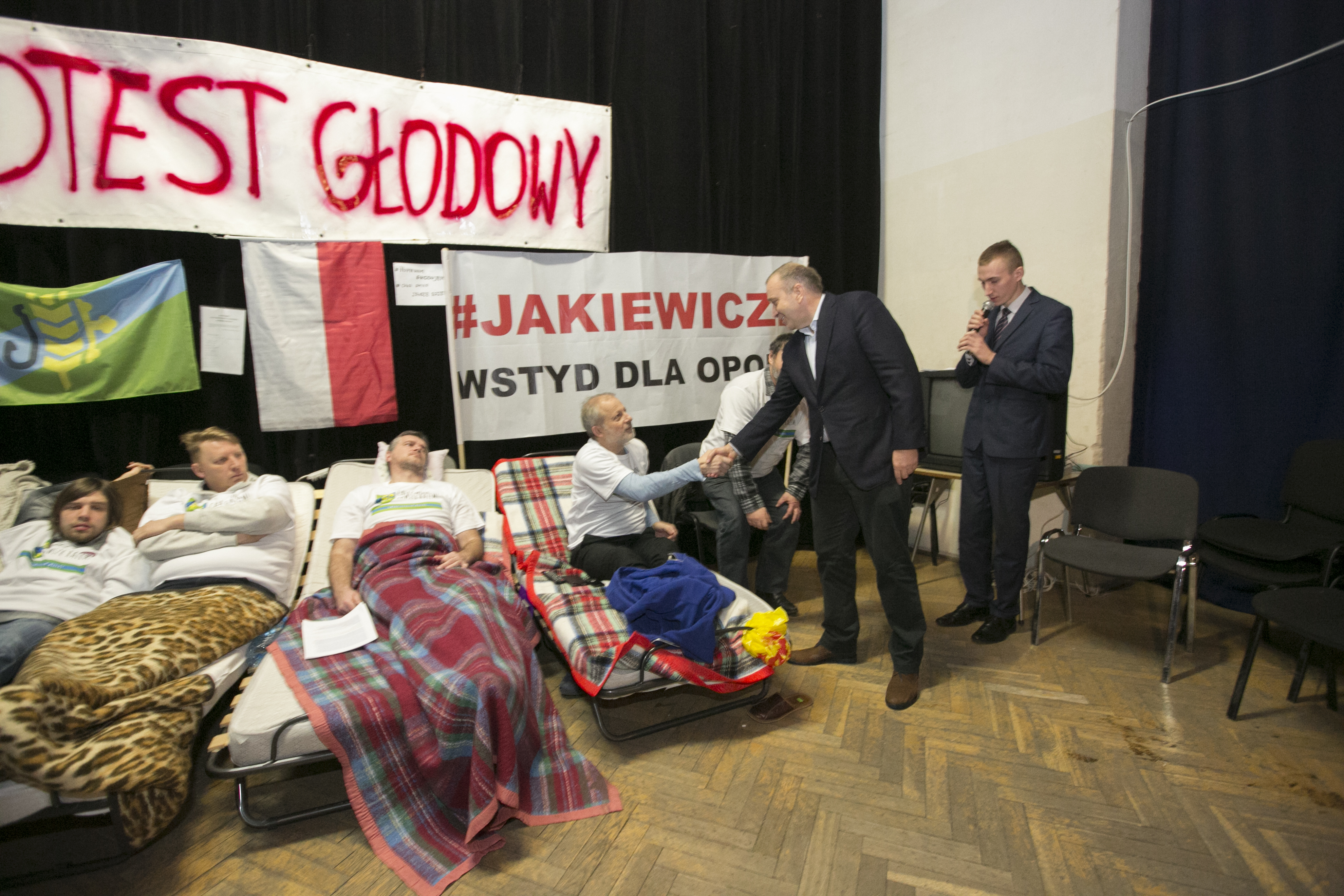
Residentes de Dobrzeń Wielki protestando por la incorporación prevista de su comunidad a la ciudad de Opole (Polonia).

La huelga de hambre es una herramienta de lucha no violenta que consiste en renunciar a cualquier tipo de alimentación para reivindicar el cumplimiento de algún derecho, eliminar reglas o normas consideradas ilegítimas por el sujeto huelguista. Puede tener una duración determinada o ser ilimitada, en el segundo caso el desenlace final será la muerte por inanición que sobrevendrá entre los 60 y 91 días del comienzo de la misma.

El médico debe respetar la autonomía de la persona (…) Toda decisión pierde fuerza moral si se toma involuntariamente bajo amenazas, presión o coerción de los pares. No se debe obligar a las personas en huelga de hambre a ser tratadas si lo rechazan. La alimentación forzada contra un rechazo informado y voluntario es injustificable. La alimentación artificial con el consentimiento explícito o implícito de la persona en huelga de hambre es aceptable éticamente y puede evitar que la persona alcance un estado crítico.
Declaración de Malta de la AMM sobre las Personas en Huelga de Hambre

## Definición

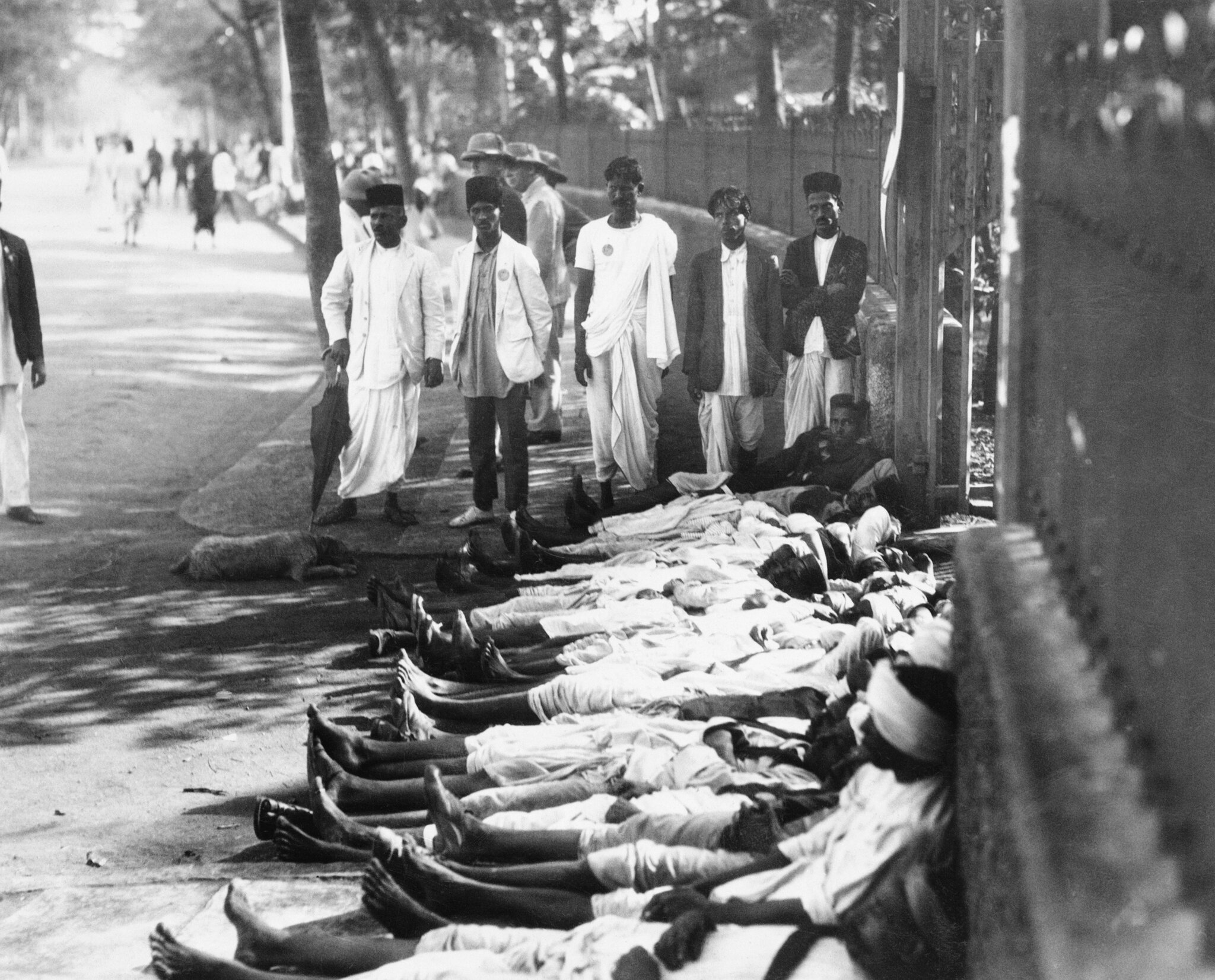
Trabajadores Indios en una "Huelga de Hambre" en apoyo a Mahatma Gandhi, 1930.

Una huelga de hambre es la abstinencia de alimentos que se impone a sí misma una persona, de manera voluntaria, mostrando de este modo su decisión de morir si no consigue lo que pretende. Esta actitud suele venir determinada por el deseo de poner en evidencia una situación que se considera injusta, o para luchar por un derecho que le ha sido arrebatado al individuo o a toda la sociedad. Una variante de la huelga de hambre es el ayuno, que consiste en una restricción alimentaría por un período breve prefijado, a diferencia de la huelga de hambre, que dura un tiempo indeterminado y finaliza al conseguir el objetivo.

## Involucrados
Este tipo de huelga está constituido, generalmente, por los siguientes componentes:
1. Los huelguistas. Son personas emergentes de un grupo social que integra la unidad significativa de protesta o reivindicación.
2. El grupo de apoyo. Es frecuente que este grupo surja en el mismo ámbito que los huelguistas (compañeros de trabajo, militantes sociales, etc.). Es el responsable del mantenimiento de la infraestructura, comunicaciones del grupo huelguista, u otras necesidades puntuales. Son personas que voluntaria y responsablemente están dispuestas a colaborar en el buen desarrollo de la medida.
3. El equipo técnico. Es condición imprescindible que sea interdisciplinario (auxiliares de enfermería, asistentes sociales, dietistas, médicos y psicólogos). Este grupo es el que frecuentemente falta.[2]

## Aspectos fisiológicos
Durante la evolución de la huelga de hambre se suceden, al igual que en el ayuno, tres fases:
1. Primera fase: consumo principal de los hidratos de carbono de reserva.
2. Segunda fase: consumo principal de las grasas.
3. Tercera fase: consumo grave de proteínas.

### Primera fase
La primera fase del ayuno o huelga de hambre dura aproximadamente un día y medio. En esta fase se consumen las reservas de glucosa almacenadas en el hígado y en los músculos. La reserva de glucosa para un hombre de 70 kg de peso y 1,74 m de altura es de unos 300 gramos, lo que equivale a unas 1200 kcal (puesto que se obtienen unas 4 kcal/g de la combustión de 1 g de glucosa).
Existen dos objetivos principales en las primeras fases del ayuno:
1. el mantenimiento de la glucosa para el cerebro, y
2. el mantenimiento de las proteínas.

Durante los dos primeros días se consume la glucosa circulante y la glucosa hepática almacenada en forma de glucógeno, así como la glucosa muscular. La glucemia disminuye a los dos o tres días para comenzar a utilizarse las grasas, ácidos grasos y los cuerpos cetónicos.
El glucógeno necesita una gran cantidad de agua para almacenarse, así para almacenar un gramo de glucógeno muscular se necesitan 4 g de agua, por lo tanto se trata de un tipo de energía a utilizar y consumir en casos de necesidad como es el ayuno hídrico. Como se necesita tanta agua para depositarse a nivel intracelular el gramo de glucógeno solo se obtendrán una o dos kilocalorías. Todos estos datos llevan a la conclusión de que la glucosa almacenada en el organismo, ya sea como tal o como glucógeno se consume rápidamente. Así los hidratos de carbono almacenados son insuficientes a nivel energético. El glucógeno muscular puede proporcionar energía para unas 12 horas.
La glucemia desciende durante los primeros días de 10 a 15 mg y así la célula beta del páncreas deja de liberar insulina. El descenso de la insulina puede hacer que el músculo libere proteínas, principalmente aminoácidos como la alanina necesarios para la gluconeogénesis, obteniéndose 180 g de glucosa, 140 de los cuales se transformarán en CO2 y H2O a nivel cerebral. Unos 36 g se reciclan con la glucólisis anaerobia (hematíes, leucocitos, médula ósea y renal) llegando a piruvato y lactato volviendo a formar glucosa por el ciclo de Cori. En este ciclo de Cori se convierten dos moléculas de lactato en glucosa, utilizando energía hepática de la oxidación grasa y evitándose así la gluconeogénesis a partir de proteínas.

### Segunda fase
En esta segunda fase que ocurre a partir del quinto día aproximadamente el organismo pasa de consumir la glucosa y el glucógeno almacenados a consumir las grasas. En el organismo humano existen unos 10-11 kg de grasa que aportan a partir de 9 kcal/g unas 100 000 kcal, y pueden durar más de 40 días. El epiplón, la grasa perirrenal y el tejido subcutáneo constituyen la reserva energética más importante y están completamente disponibles para tal fin.
En el ayuno o huelga de hambre tenemos dos fuentes de energía:
1. proteínas musculares, y
2. triglicéridos del tejido adiposo.

Y dos vías de utilización:
1. combustión total de glucosa, como va a suceder en el cerebro,
2. la glicólisis anaerobia, como va a ocurrir en los hematíes, y los ácidos grasos libres y cuerpos cetónicos por el resto del organismo.

Entre la fase primera y la segunda fase del ayuno si se pierden algunas proteínas musculares no ha de ser de forma excesiva porque los hechos demuestran que no se pierde excesiva masa muscular incluso con ayunos de dos o tres semanas.
Los cuerpos cetónicos que son productos de la degradación de las grasas en este momento pueden ser también utilizados para la formación de energía llegando a aportar dos terceras partes de la energía total que necesita en cerebro, este proceso ocurre al cabo de las 2 semanas de huelga y el consumo de estos cuerpos explica el mal aliento y el mal olor de la orina.
En esta fase empiezan a dañarse órganos importantes como el hígado y los riñones y una vez se alcanza la semana de ayuno, la acidosis afecta a la función del corazón empeorando la circulación y el cerebro empieza a tener fallos por la falta de riego perdiendo algunas funciones.

### Tercera fase
A partir del vigésimo día de huelga se comienzan a consumir los tejidos llenos de proteínas musculares. Se produce un apetito desmedido tras un gran adelgazamiento y una gran debilidad y tras una pérdida de interés por la comida durante casi todo el ayuno excepto durante los dos o tres primeros días. La albuminemia y los edemas son una prueba de la autofagia y de la autodigestión proteica. Se puede producir a partir de los 20, 30 o 40 días o incluso más y varía en función de las características constitucionales de cada individuo.
Dependiendo de cada organismo a partir de los 30 días la desnutrición afecta a todos los sistemas y comienza a experimentarse un cansancio desmesurado que prácticamente impide hablar. Ya a partir de los cuarenta o cincuenta días, el deterioro se hace notable por el desgaste físico, produciendo inmovilidad y llegando a producir pérdidas de consciencia por la falta de energía. La muerte por inanición se puede llegar a producir por falta de riego al cerebro o por un fallo cardiaco.

Las reservas energéticas para un hombre medio de 70 kg de peso y 1,7 m de altura. Teniendo un metabolismo basal de 40 kcal/h, posee un requerimiento energético de 1700 kcal/en 24 h. Teniendo una reserva energética de 125 640 kcal teóricamente podría resistir con un ayuno hídrico 74 días.
Cahill y Owen

## Casos
Personas que llevaron a cabo huelga de hambre sin que esta llegase a un término fatal para el huelguista:
- Stanislav Aseyev, escritor y periodista ucraniano, Donetsk.
- Mahatma Gandhi, político pacifista, India.
- Golda Meir, política diplomática israelí, Jerusalén.
- Amadeu Casellas Ramón, preso anarquista, España.
- Sebastián Rodríguez Veloso, Durante 432 días mantuvo una huelga de hambre que le llegó a dejar parapléjico. Es el nadador español adaptado con más oros de la historia.
- Zacario Hernández Hernández y otros miembros de La Voz del Amate, México.
- Patricia Troncoso, activista por la causa mapuche, Chile.
- Dora María Téllez, exguerrillera y política, Nicaragua.
- Raúl Castells, dirigente social y político. Santa Fe, Argentina.
- Barry Horne, activista por los derechos de los animales, Reino Unido.
- Evo Morales, 65° presidente de Bolivia.
- Íngrid Betancourt, tras denunciar la corrupción y las prácticas no-éticas del Senado de Colombia.
- Iñaki de Juana Chaos, miembro de ETA, reclamaba su liberación tras cumplir su condena y ser enjuiciado por otros delitos cometidos España.
- Guillermo Fariñas, psicólogo, periodista y disidente cubano. Ha protagonizado hasta veintitrés huelgas de hambre en protesta por el gobierno de Fidel Castro primero, y posteriormente de Raúl Castro; la última iniciada el 24 de febrero de 2010 como medida de protesta por la muerte, también a causa de una huelga de hambre, de Orlando Zapata, y para pedir la liberación de veintiséis presos políticos enfermos. Cuba.
- Oleh Sentsov, cineasta ucraniano. Rusia.
- Lucius Walker, pastor bautista estadounidense y activista social, en protesta por las restricciones del embargo impuesto por Estados Unidos a Cuba.
- Jorge Mario González García, preso político mexicano, estudiante y activista detenido el 2 de octubre de 2013, cumplió 56 días en huelga de hambre.
- Daniel Ceballos, Leopoldo López y otros miembros de la oposición al gobierno venezolano, reclaman fechas de las elecciones parlamentarias y presencia de organismos internacionales, liberación de los presos políticos y cese de la represión en el país. Venezuela.

## Fallecidos por huelgas de hambre

### Presos de la RAF en Alemania
Holger Meins, miembro militante de la Fracción del Ejército Rojo, murió el 9 de noviembre de 1974 a los 33 años, pesando tan solo 45 kilos con 1,82 metros de estatura, en la prisión de Stuttgart-Stammheim. Meins fue obligado a ingerir alimentos por medio de una sonda nasogástrica, y su muerte fue clasificada como "suicidio", lo que provocó protestas e indignación a lo largo de toda Europa.

### Huelguistas cubanos
El 3 de abril de 1972, Pedro Luis Boitel, poeta y disidente encarcelado, se declaró en huelga de hambre. Luego de 53 días en huelga de hambre, recibiendo sólo líquidos, murió de inanición el 25 de mayo de 1972. Sus últimos días los relató su íntimo amigo, el poeta Armando Valladares. Fue enterrado en una fosa sin nombre en el Cementerio de Colón en La Habana
El 23 de febrero de 2010, Orlando Zapata, un disidente detenido en 2003 como parte de una represión contra grupos de oposición, murió en un hospital mientras realizaba una huelga de hambre que llevaba 85 días. Su huelga de hambre fue una protesta contra las malas condiciones carcelarias. Amnistía Internacional lo había declarado preso de conciencia. Wilmar Villar Mendoza también murió en huelga de hambre en 2012.

### Huelguistas venezolanos
Franklin Brito, productor agropecuario de 49 años de edad, falleció el 30 de agosto de 2010 en el Hospital Militar de Caracas, en donde había sido recluido en contra de su voluntad por órdenes expresas de la Defensora del Pueblo, Gabriela Ramírez. Desde el 2 de julio de 2009, Brito habría realizado sucesivas huelgas de hambre como medida de presión para solicitar la entrega de sus tierras e indemnización para su familia debido a la expropiación de las mismas. La última la inició el 1 de marzo de 2010, con consecuencias fatales para su organismo. Al momento de su muerte pesaba 35 kilogramos, siendo un hombre de 1,90 metros de estatura.
Al año siguiente uno de los trabajadores de Petróleos de Venezuela Jesús Malavé también murió mientras realizaba una de hambre, desde el mes de enero, un grupo de extrabajadores iniciaron una huelga, ellos solicitaban el reenganche y la cancelación de reivindicaciones laborales.